# 제프 코리

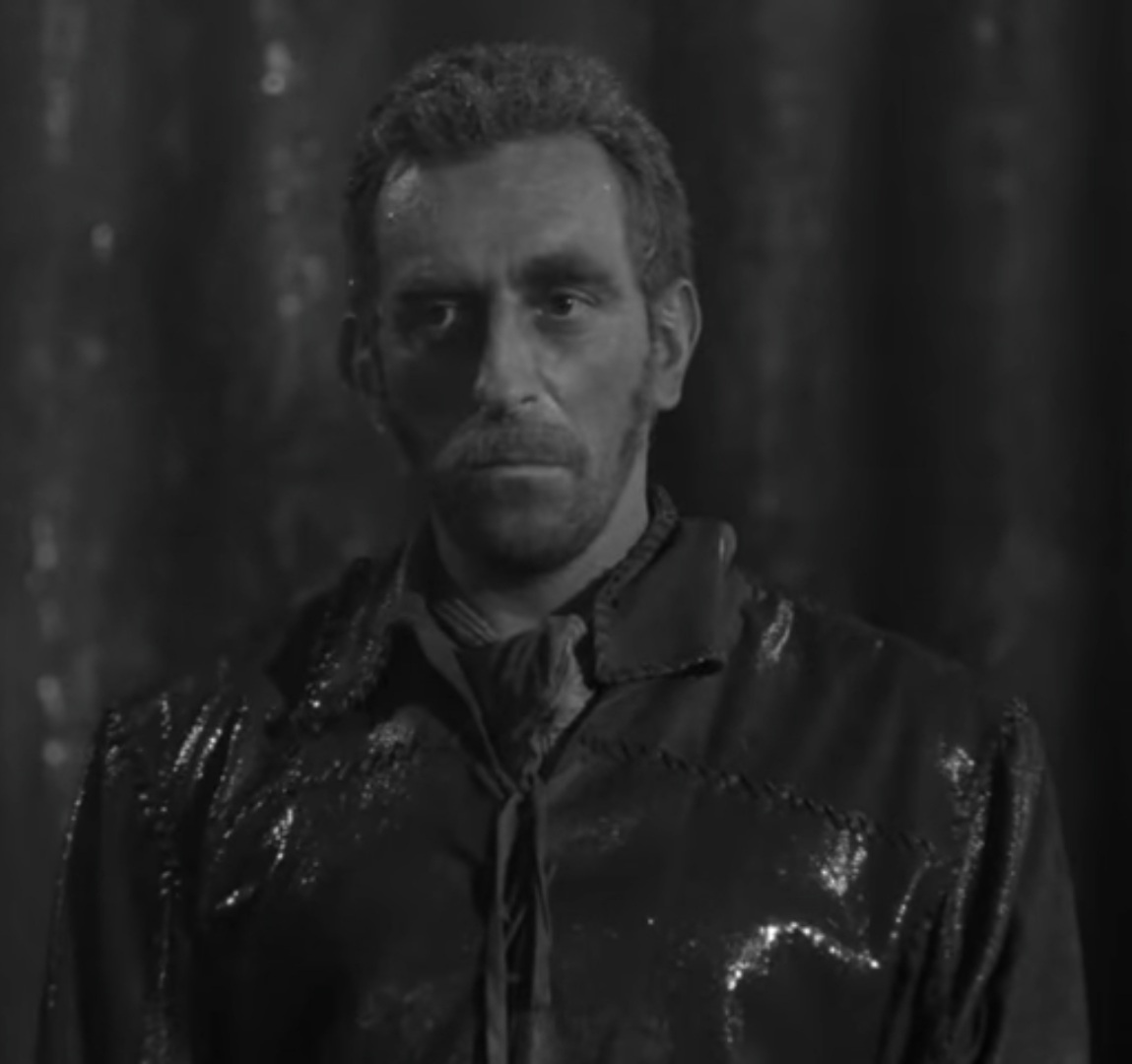

제프 코리(Jeff Corey, 1914년 8월 10일 ~ 2002년 8월 16일)는 미국의 배우, 연극 배우, 텔레비전 배우, 영화배우, 교사이다.
브루클린에서 태어났으며 샌타모니카에서 사망하였다.

## 영화
- 테드 (1998년)
- 서바이벌 게임 (1994년)
- 컬러 오브 나이트 (1994년)
- 쥬다스 (1993년)
- 베토벤 2 (1993년)
- 라스트 리벤저 (1991년)
- 크리스토퍼 리브의 함정 (1990년)
- 전선 위의 참새 (1990년) - 루 베어드 역
- 죽음의 사자 (1988년)
- 여자를 쫓는 남자 (1985년)
- 코난 2 - 디스트로이어 (1984년)
- 마지막 승부 (1983년)
- 스워드 (1982년)
- 우주의 7인 (1980년)
- 내일을 향해 쏴라 2 (1979년)
- 지옥의 특전대 (1978년)
- 오, 하느님! (1977년)
- 라스트 타이쿤 (1976년)
- 악몽의 테레파시 (1976년)
- 페이퍼 타이거 (1975년) - 미스터 킹 역
- 더 건 앤 더 풀핏 (1974년)
- 섬씽 이블 (1972년)
- 슛 아웃 (1971년)
- 캣로우 (1971년)
- 커버 미 베이브 (1970년)
- 외로운 추적 (1970년) - 마든 반장 역
- 제6지대 (1970년)
- 혹성 탈출 2 - 지하 도시의 음모 (1970년) - 카스페이 역
- 갈등 (1970년)
- 작은 거인 (1970년) - 와일드 빌 힉콕 역
- 진정한 용기 (1969년)
- 내일을 향해 쏴라 (1969년) - 보안관 레이 브레드소 역
- 하와이 5-0수사대 (1968년)
- 보스톤 교살자 (1968년)
- 인 콜드 블러드 (1967년)
- 세컨드 (1966년)
- 서부를 향해 달려라 (1965년)
- 미키 원 (1965년)
- 신시내티의 도박사 (1965년)
- 보난자 (1959년)
- 황야의 역마차 (1951년)
- 14시간 (1951년)
- 슈퍼맨과 모울맨 (1951년) - 루크 벤슨 역
- 도둑이었던 왕자 (1951년)
- 조용히 나를 따라와요 (1949년)
- 어 소던 양키 (1948년)
- 성난 파도 (1948년)
- 홈커밍 (1948년)
- 잔인한 힘 (1947년)
- 쇼킹 미스 필그림 (1947년)
- 34번가의 기적 (1947년)
- 썸웨어 인 더 나잇 (1946년)
- 살인자들 (1946년)
- 프랑켄슈타인 늑대인간 만나다 (1943년)
- 마이 프렌드 프릭카 (1943년)
- 록시 하트 (1942년)
- 유윌 파인드 아웃 (1940년)
- 비터 스윗 (1940년)